# Puerto Las Cuevas
Las Cuevas o Puerto Las Cuevas es una localidad y centro rural de población con junta de gobierno de 1ª categoría del distrito Doll del departamento Diamante en la provincia de Entre Ríos, República Argentina. Se dispuso que se convierta en comuna de 1ª categoría a partir del 11 de diciembre de 2019. Está ubicada al sur del departamento, a 35 kilómetros de la ciudad de Diamante y a 45 kilómetros de la ciudad de Victoria. Se halla a 5 km de la ruta provincial 11. 
La población de la localidad, es decir sin considerar el área rural, era de 197 personas en 1991 y de 455 en 2001. La población de la jurisdicción de la junta de gobierno era de 1158 habitantes en 2001.
La localidad cuenta con 5 escuelas primarias y 2 secundarias, 3 centros de salud y una parroquia católica que abarca 7 capillas.
El puerto de Las Cuevas es muy visitado por turistas que llegan de distintos lugares de la provincia de Santa Fe, de Córdoba y de Buenos Aires, principalmente, para realizar incursiones de pesca.
Los límites jurisdiccionales de la junta de gobierno fueron fijados por decreto 4139/1987 MGJE del 29 de julio de 1987.
Servicios en la localidad: regado de calles, recolección de residuos, agua potable, iluminación de calles, trabajos atmosféricos, etc. Telecom, Correo Argentino, Senasa, Enersa, Coop. Quebracho.

## Comuna
La reforma de la Constitución de la Provincia de Entre Ríos que entró en vigencia el 1 de noviembre de 2008 dispuso la creación de las comunas, lo que fue reglamentado por la Ley de Comunas n.º 10644, sancionada el 28 de noviembre de 2018 y promulgada el 14 de diciembre de 2018. La ley dispuso que todo centro de población estable que en una superficie de al menos 75 km² contenga entre 700 y 1500 habitantes, constituye una comuna de 1ª categoría. La Ley de Comunas fue reglamentada por el Poder Ejecutivo provincial mediante el decreto 110/2019 de 12 de febrero de 2019, que declaró el reconocimiento ad referéndum del Poder Legislativo de 34 comunas de 1ª categoría con efecto a partir del 11 de diciembre de 2019, entre las cuales se halla Las Cuevas. La comuna está gobernada por un departamento ejecutivo y por un consejo comunal de 8 miembros, cuyo presidente es a la vez el presidente comunal. Sus primeras autoridades fueron elegidas en las elecciones de 9 de junio de 2019.

## Parroquias de la Iglesia católica en Puerto Las Cuevas
| Arquidiócesis | Paraná                         |
| ------------- | ------------------------------ |
| Parroquia     | Nuestra Señora de la Esperanza |